# Ricardo Miranda
Ricardo Miranda Torres (Rancagua, 20 de enero de 1929 – Santiago de Chile, 29 de octubre de 2009) fue un ingeniero comercial, director y productor de teatro y televisión chileno. 
Fue uno de los primeros productores independientes de Chile, al crear la empresa Protab en asociación con ABC, para crear ficción nacional.
Fue director fundador del Área Dramática de Canal 13, donde sus producciones cimentaron el desarrollo de las distintas telenovelas y series dramáticas de la televisión chilena, generando altos estándares económicos, ventas de guiones al extranjero e históricos índices de audiencia con La madrastra, Los títeres y Ángel Malo. También fue el fundador del Área Dramática de Mega.

## Biografía
Nació en Rancagua. Óscar Castro Zúñiga, su profesor en el colegio, influyó mucho en su pasión por el teatro. A los 16 años llegó a Santiago. Cuatro años más tarde, ingresa a estudiar ingeniería comercial en la Pontificia Universidad Católica de Chile. En esa casa de estudios superiores confirmó su pasión por el teatro. Junto a Germán Becker Ureta organizó los espectáculos de los clásicos universitarios.
Se casó con Ximena Ávalos y se estableció en la ciudad Viña del Mar. Ejerció como ingeniero comercial en la planta Carozzi, de Quilpué. Cuando ya se acercaba el mundial de fútbol de 1962, vuelve a Santiago, donde empieza su relación con la televisión.

## Carrera profesional
El 11 de agosto de 1967, Ricardo Miranda, junto a Osvaldo Barzelatto, fundaron oficialmente Protab mediante una alianza entre la productora Protel y la cadena estadounidense ABC, las cuales aportaron con el 52 y 48 por ciento de su capital respectivamente. La empresa es considerada como la gestora del género de las telenovelas en dicho país. Sus estudios se ubicaban en Tarapacá 752, en el centro de Santiago de Chile, y poseía uno de los primeros equipos móviles de televisión en el país.
Esta asociación generó la única empresa privada con estudios y equipos móviles que producen televisión en Chile, a fines de los años 60 y en los 70, vendía programas como El padre Gallo, La Colorina y J. J. Juez a Canal 13 y Televisión Nacional de Chile.
La productora desapareció el 28 de junio de 1979, cuando ABC traspasó sus activos a Pan American Television and Cinema Corp (PTC).  —representada por Miranda— y Protel traspasó las suyas a la Fundación Civitas. Una de las causas de su desaparición fue debido a que la tecnología en blanco y negro iba quedando obsoleta frente al debut de la televisión en color en Chile, y Protab no fue capaz de modernizar sus equipos.
En 1980, el director ejecutivo de Canal 13, Eleodoro Rodríguez Matte, le asignó a Miranda, la creación de contenidos de ficción para la cadena de televisión. En poco tiempo, asumió la Dirección ejecutiva de contenidos de telenovelas, dando inicio al Área Dramática de Canal 13. Miranda dio inicio de la época de oro de las telenovelas de Canal 13, produciendo contenido de grandes audiencias y éxito comercial, bajo la colaboración de Arturo Moya Grau, Néstor Castagno, Sergio Vodanovic y Jorge Díaz Saenger.
En 1981, estrenó su primera telenovela, La madrastra, con Jael Unger y Walter Kliche en roles principales. La producción causó gran impacto en Chile, logrando altos e históricos índices de audiencia. En el mismo año, descubrió a Claudia Di Girolamo y la incorporó como protagonista juvenil de sus producciones. Durante su gestión, impulsó la venta internacional de algunas producciones del canal. Posteriormente, siguió con la línea de éxitos con La noche del cobarde (1983), Los títeres (1984), Matrimonio de papel (1985), Ángel Malo (1986), Semidiós (1988), ¿Te conté? (1990), entre otras. Miranda consagró a Canal 13 en materia de ficción y generó altos ingresos económicos al canal, logrando repercusiones favorables a sus actores y guionistas de televisión.
En octubre de 1996, Miranda se vio envuelto en una fuerte polémica editorial entre los ejecutivos del canal y el Rector de la Universidad Católica, Juan de Dios Vial Correa, debido al contenido poco ético y amoral de la telenovela adolescente Adrenalina, escrita por Pablo Illanes. Miranda fue un defensor de la historia de Illanes, lo que generó la molestia de la Gerenta de Producción de Canal 13, Ruby Anne Gumpertz. En noviembre del mismo año, Gumpertz le exigió la renuncia a Miranda, luego de 15 años liderando el Área Dramática. 
Junto a Bertolomé Dezerega fundó AD Producciones, su propia compañía audiovisual para la televisión chilena. En 1997, el director ejecutivo de Megavisión, y exsocio de Miranda en Protab, Alfredo Escobar Cousiño, le concedió la producción y los contenidos de telenovelas de la señal privada, creando y produciendo Rossabella, Santiago City, A todo dar y Algo está cambiando. En octubre de 1999, debido a la baja de audiencias de Megavisión, Miranda fue cesado de sus funciones. 
Se mantuvo por mucho tiempo alejado de los medios. De hecho, una de sus últimas apariciones en televisión fue en el documental de Canal 13 Cable, Una Historia de... Telenovela en 2001, donde Miranda desclasificó datos y anécdotas con respecto a la conformación del Área Dramática de Canal 13, de la que él mismo fue el gran artífice.
Fuera de su actividad con las teleseries, también fue coordinador de los canales de televisión chilenos ante la Organización de la Televisión Iberoamericana, OTI, por más de 10 años. Fue productor ejecutivo de las dos ediciones del Festival OTI de la Canción realizados en Chile, en 1978 y 1986, Además, fue recurrente jurado suplente en los tiempos de la votación vía satélite.

## Vida personal

### Pensamiento político
Fue un pacífico opositor a la Dictadura Militar de Augusto Pinochet. En silencio, hizo su aporte para recuperar la democracia. Todos los 11 de septiembre usaba una corbata negra. Defendió a sus equipos de trabajo, mayoritariamente de izquierda, para hacer una mejor televisión. Aunque había censura para los contenidos, defendió siempre la posibilidad de sacarse buena nota en la factura, en el formato. Apoyó a artistas y profesionales del teatro y de la televisión ante las listas negras, que imposibilitaba ejercer funciones en televisión abierta.

### Apoyo a los artistas
En sus 15 años a cargo del Área Dramática de Canal 13, Miranda lidió con problemas de diversa índole: desde la conformación de elencos, soportó presiones ejecutivas y católicas por las opciones políticas de los actores y sus preferencias sexuales, el contenido de historias y los devaneos de sus estrellas. Le tocó enfrentar los problemas personales que cruzaron producciones como Celos y el bullado escándalo de infidelidad de la actriz Carolina Arregui al director de Marrón Glacé, Óscar Rodríguez Gingins. 

## Muerte
Ricardo Miranda falleció el 29 de octubre de 2009 a la edad de 80 años, tras un repentino agravamiento de su delicado estado de salud. Su esposa Ximena Ávalos había fallecido cuatro meses antes.

## Homenaje
El 6 de enero de 2010, en la Cámara de Diputados de Chile, la diputada Ximena Vidal y excolaboradora de Miranda, junto al resto de los parlamentarios, le rindieron un homenaje en memoria de Ricardo Miranda y su aporte a la construcción de la televisión y el teatro chileno.

## Filmografía

### Televisión
- 1967: Los días jóvenes
- 1967: Juani en sociedad
- 1967: Haras La Revoltosa
- 1968: El socio
- 1968: El litre 4916
- 1969: El rosario de plata
- 1969: La chica del bastón
- 1970: El padre Gallo
- 1970: Mi papá y mi mamá
- 1975: María José
- 1975: La otra soledad
- 1975: J. J. Juez
- 1976: Sol tardío
- 1976: Tiempo de espera
- 1977: Los amigos
- 1977: Padre Gallo
- 1977: La colorina
- 1978: El secreto de Isabel
- 1978:  Historias de mi tierra
- 1981: La madrastra
- 1981: Casagrande
- 1982: Alguien por quien vivir
- 1982: La señora
- 1982: Una familia feliz
- 1982: Celos
- 1982: Bienvenido Hermano Andes
- 1982: Anakena
- 1983: La noche del cobarde
- 1983: Las herederas
- 1984: Los títeres
- 1984: Andrea
- 1985: Matrimonio de papel
- 1985: El prisionero de la medianoche
- 1985: La trampa
- 1986: Ángel malo
- 1986: Secreto de familia
- 1987: La invitación
- 1987: La última cruz
- 1988: Semidiós
- 1988: Vivir así
- 1988: Matilde dedos verdes
- 1989: La intrusa
- 1989: Bravo
- 1990: ¿Te conté?
- 1990: Crónica de un hombre santo
- 1990: Acércate más
- 1991: Villa Nápoli
- 1991: Ellas por ellas
- 1992: El palo al gato
- 1992: Fácil de amar
- 1993: Marrón glacé
- 1993: La patrulla del desierto
- 1993: Doble juego
- 1994: Champaña
- 1994: Fácil de amar, la comedia
- 1994: Soltero a la medida
- 1994: Top secret
- 1995: El amor está de moda
- 1995: Amor a domicilio
- 1996: Amor a domicilio, la comedia
- 1996: Marrón glacé, el regreso
- 1996: Vecinos puertas adentro
- 1996: Tuti Cuanti
- 1996: Adrenalina
- 1997: Rossabella
- 1997: Santiago City
- 1998: A todo dar
- 1999: Algo está cambiando